# São Tomé de Abação
São Tomé de Abação é uma povoação portuguesa do município de Guimarães, com 4,67 km² de área e 2 252 habitantes (2011). Densidade: 482,2 hab/km². Faz fronteira com as povoações de Gémeos, São Faustino, Tabuadelo, Pinheiro e Calvos.
Foi sede de uma freguesia extinta em 2013, no âmbito de uma reforma administrativa nacional, para, em conjunto com Gémeos, formar uma nova freguesia denominada União das Freguesias de Abação e Gémeos com a sede em Abação.

## População
| População da freguesia de Abação (São Tomé) (1864 – 2011) | População da freguesia de Abação (São Tomé) (1864 – 2011) | População da freguesia de Abação (São Tomé) (1864 – 2011) | População da freguesia de Abação (São Tomé) (1864 – 2011) | População da freguesia de Abação (São Tomé) (1864 – 2011) | População da freguesia de Abação (São Tomé) (1864 – 2011) | População da freguesia de Abação (São Tomé) (1864 – 2011) | População da freguesia de Abação (São Tomé) (1864 – 2011) | População da freguesia de Abação (São Tomé) (1864 – 2011) | População da freguesia de Abação (São Tomé) (1864 – 2011) | População da freguesia de Abação (São Tomé) (1864 – 2011) | População da freguesia de Abação (São Tomé) (1864 – 2011) | População da freguesia de Abação (São Tomé) (1864 – 2011) | População da freguesia de Abação (São Tomé) (1864 – 2011) | População da freguesia de Abação (São Tomé) (1864 – 2011) |
| --------------------------------------------------------- | --------------------------------------------------------- | --------------------------------------------------------- | --------------------------------------------------------- | --------------------------------------------------------- | --------------------------------------------------------- | --------------------------------------------------------- | --------------------------------------------------------- | --------------------------------------------------------- | --------------------------------------------------------- | --------------------------------------------------------- | --------------------------------------------------------- | --------------------------------------------------------- | --------------------------------------------------------- | --------------------------------------------------------- |
| 1864                                                      | 1878                                                      | 1890                                                      | 1900                                                      | 1911                                                      | 1920                                                      | 1930                                                      | 1940                                                      | 1950                                                      | 1960                                                      | 1970                                                      | 1981                                                      | 1991                                                      | 2001                                                      | 2011                                                      |
| 466                                                       | 490                                                       | 491                                                       | 537                                                       | 557                                                       | 602                                                       | 634                                                       | 749                                                       | 1 003                                                     | 1 348                                                     | 1 565                                                     | 1 807                                                     | 2 175                                                     | 2 300                                                     | 2 252                                                     |

## Património
- Igreja Paroquial de São Tomé de Abração.